# 동경 132도
동경 132도는 본초 자오선에서 동쪽으로 132도 떨어진 경선이다. 북극점에서 시작하여 북극해와 아시아, 태평양, 오스트랄라시아, 인도양, 남극해, 남극을 거쳐 남극점에 이른다.
북극점에서 남극점까지 동경 132도선은 다음 지역을 지나간다.
| 좌표                                                    | 나라, 지역, 해역 | 주석                                                            |
| ------------------------------------------------------- | ---------------- | --------------------------------------------------------------- |
| 북위 90° 0′ 동경 132° 0′  / 북위 90.000° 동경 132.000°  | 북극해           |                                                                 |
| 북위 77° 0′ 동경 132° 0′  / 북위 77.000° 동경 132.000°  | 랍테프해         |                                                                 |
| 북위 71° 16′ 동경 132° 0′  / 북위 71.267° 동경 132.000° | 러시아           |                                                                 |
| 북위 47° 42′ 동경 132° 0′  / 북위 47.700° 동경 132.000° | 중화인민공화국   | 헤이룽장성                                                      |
| 북위 45° 15′ 동경 132° 0′  / 북위 45.250° 동경 132.000° | 러시아           | 블라디보스톡 바로 동쪽을 지난다.                                |
| 북위 43° 6′ 동경 132° 0′  / 북위 43.100° 동경 132.000°  | 동해             | 대한민국의 독도 바로 동쪽을 지나간다.                           |
| 북위 34° 51′ 동경 132° 0′  / 북위 34.850° 동경 132.000° | 일본             | 혼슈섬                                                          |
| 북위 33° 54′ 동경 132° 0′  / 북위 33.900° 동경 132.000° | 세토 내해        |                                                                 |
| 북위 33° 19′ 동경 132° 0′  / 북위 33.317° 동경 132.000° | 분고 수도        |                                                                 |
| 북위 33° 5′ 동경 132° 0′  / 북위 33.083° 동경 132.000°  | 일본             | 규슈섬                                                          |
| 북위 32° 49′ 동경 132° 0′  / 북위 32.817° 동경 132.000° | 태평양           | 팔라우의 풀로안나 환초 바로 동쪽을 지난다.                      |
| 남위 0° 33′ 동경 132° 0′  / 남위 0.550° 동경 132.000°   | 인도네시아       | 뉴기니섬                                                        |
| 남위 1° 59′ 동경 132° 0′  / 남위 1.983° 동경 132.000°   | 베라우만         |                                                                 |
| 남위 2° 46′ 동경 132° 0′  / 남위 2.767° 동경 132.000°   | 인도네시아       | 뉴기니섬                                                        |
| 남위 2° 54′ 동경 132° 0′  / 남위 2.900° 동경 132.000°   | 스람해           |                                                                 |
| 남위 5° 18′ 동경 132° 0′  / 남위 5.300° 동경 132.000°   | 인도네시아       | 쿠르섬                                                          |
| 남위 5° 22′ 동경 132° 0′  / 남위 5.367° 동경 132.000°   | 반다해           |                                                                 |
| 남위 6° 59′ 동경 132° 0′  / 남위 6.983° 동경 132.000°   | 인도네시아       | 포르다타섬                                                      |
| 남위 7° 0′ 동경 132° 0′  / 남위 7.000° 동경 132.000°    | 아라푸라해       | 인도네시아의 라랏섬 바로 동쪽을 지난다.                         |
| 남위 11° 7′ 동경 132° 0′  / 남위 11.117° 동경 132.000°  | 오스트레일리아   | 노던 준주 - 코버그 반도                                         |
| 남위 11° 26′ 동경 132° 0′  / 남위 11.433° 동경 132.000° | 밴디멘만         |                                                                 |
| 남위 12° 17′ 동경 132° 0′  / 남위 12.283° 동경 132.000° | 오스트레일리아   | 노던 준주 사우스오스트레일리아주                                |
| 남위 31° 52′ 동경 132° 0′  / 남위 31.867° 동경 132.000° | 인도양           | 오스트레일리아 정부는 이 해역을 남극해의 일부로 취급한다.       |
| 남위 60° 0′ 동경 132° 0′  / 남위 60.000° 동경 132.000°  | 남극해           |                                                                 |
| 남위 66° 11′ 동경 132° 0′  / 남위 66.183° 동경 132.000° | 남극             | 오스트레일리아령 남극 지역, 오스트레일리아가 영유권을 주장한다. |

## 같이 보기
- 동경 131도
- 동경 133도